# Cassange
Le royaume de Cassange, en Angola, aurait été fondé par un certain Kasanje, neveu du chef lunda Kingouri à la fin de l'année 1613. Écarté du pouvoir, il serait parti vers l’est avec ses guerriers dans le territoire des pseudo cannibales Jaga. Le mélange des deux tribus est à l’origine du peuple bangala dont une partie, dirigée par Kasanje, aurait formé le royaume de Cassange. Il contrôle le cours supérieur du Kwango et sert d’intermédiaire entre les Portugais et les peuples d’Afrique centrale de 1650 à 1850. Il décline dans les années 1840 lorsque les Ovimbundus, vivant dans le centre de l’Angola, émigrent vers le nord et vers le royaume Lunda. Le royaume est annexé par les Portugais en 1852.